# 陰蒂頭
陰蒂頭（英語：Clitoral glans）為陰蒂中一可見的尖端部份，但往往被陰蒂包皮部分或完全蓋住。陰蒂頭和阴蒂系带相連，後者以及陰蒂包皮都和小陰唇相連。陰蒂頭和陰蒂內部的陰蒂海綿體相連。
陰蒂頭的形狀和大小約略和豌豆相當，陰蒂頭非常敏感，和男性的龜頭一樣有許多神經末梢，但其體積又比龜頭小很多，性刺激時很容易引起性興奮。當受到性刺激時，陰蒂頭會充血膨脹，甚至會從陰蒂包皮中露出。